# Вашетко Микола Памфілович
Микола Памфілович Вашетко (нар. 6 (18) лютого 1880, Миколаївка — 6 вересня 1960, Київ) — український радянський патофізіолог, доктор медицини (з 1913 року), професор (з 1918 року), заслужений діяч науки УРСР (з 1960 року).

## Біографія
Народився 6 (18 лютого) 1880 року в селі Миколаївці (тепер Борзнянського району Чернігівської області). У 1908 році закінчив медичний факультет Київського імператорського університету Святого Володимира. Працював лікарем клінічно-судового відділу Київського військового госпіталю, займався науково-дослідною роботою на кафедрі загальної патології під керівництвом професора В. К. Ліндемана. Підготував і у 1913 році захистив дисертацію на здобуття вченого ступеня доктора медицини на тему: рос. «К вопросу об обратном всасывании в почке».
У 1914–1917 роках, під час Першої світової війни, працював військовим лікарем та брав участь в роботі Комісії з влаштування наукових медичних курсів лікарів. З 1918 року — професор кафедри загальної патології на заснованому українському медичному факультеті, де вперше почав викладати патологію українською мовою. Після від'їзду до Варшави професора В. К. Ліндемана у 1922 році та об'єднання кафедр української та російської лектури, у 1923–1931 роках був завідувачем кафедри загальної патології. Одночасно, у 1920–1924 роках, керував кафедрою фармакології. 
У 1931 році був заарештований у справі «Українського національного центру», пізніше звільнений, але працювати в Київському медичному інституті йому не було дозволено.
Переїхав у Донецьк, де організував кафедру патологічної фізіології Донецького медичного інституту, якою керував до 1936 року. У 1936 році повернувся до Києва, де очолив кафедру патфізіології у Київському ветеринарному інституті, а з 1957 році — Української сільськогосподарської академії.

Могила Миколи Вашетка

Помер в Києві 6 вересня 1960 року. Похований на Байковому кладовищі (ділянка № 8а).

## Наукова і громадська діяльність
Автор понад 50 наукових праць, присвячених проблемам патофізіології нирок та сечовиділення, ролі нервової системи в регуляції обмінних процесів, впливу мікроелементів на організм тварини. Вивчав також питання приватної фармакології.
Підготував 15 докторів та понад 20 кандидатів наук. Його лабораторія була центром патологічної фізіології в Києві. Створив першу українську національну школу патофізіологів. У 1910–1914 роках був членом Медичної секції Українського наукового товариства, працював у Збірнику медичної секції ВУАН, де надрукував перші наукові праці українською мовою.
Редактор журналу «Українські медичні вісті» (видання Київського медичного інституту), де у 1924 році була надрукована праця «Психотерапія та народна медицина», у 1927 році — «Деякі антропометричні дані виміру людності наддніпрянської Київщини та Чернігівщини, що відіграє значну роль для української антропології».